# День працівника державної виконавчої служби
День працівника державної виконавчої служби — професійне свято України. Відзначається щорічно 17 грудня.

## Історія свята
Свято встановлено в Україні «…ураховуючи значення органів державної виконавчої служби у забезпеченні виконання рішень судів, третейських судів та інших органів, а також посадових осіб, на підтримку ініціативи Міністерства юстиції України і громадськості…» згідно з Указом Президента України «Про День працівника державної виконавчої служби» від 22 липня 2009 р. № 569/2009.
До 22 липня 2009 року в Україні не існувало такого професійного свята як День працівника державної виконавчої служби. Однак, завдяки названому Указу Президента Ющенка, таке свято з'явилося. 
З 2015 року виконавча служба входить в структуру Міністерства юстиції України

## Привітання
- День працівників державної виконавчої служби: привітання зі святом// Факти, 17 грудня 2020 року, автор - Анастасія Дяччкіна, Процитовано 16 грудня 2022 року